# Louis Gregh
Pour les articles homonymes, voir Gregh.
Louis Charles Félix François Gregh, né le 16 mars 1843 à Philippeville et mort le 21 janvier 1915 à Sainte-Mesme, est un compositeur français.

## Biographie
Issu d'une famille maltaise, on lui doit plus de 350 musiques de chansons, des ballets, des opérettes et de nombreuses pièces pour piano à deux, quatre ou six mains. Certaines de ses œuvres sont signées Louis Bonardi.
Il est le père de Fernand Gregh.

## Œuvres
Parmi ses compositions :
- op. 1 : Danse Slave
- op. 2 : En Poste - grand galop di bravura
- op. 3 : Chanson Béarnaise
- op. 4 : Le Chant du Séraphin
- op. 5 : Les Bergers-Watteau
- op. 6 : 1ère Mazurka de salon
- op. 7 : Grand March Solennelle
- op. 8 : Les Joyeux Papillons
- op. 9 : Élégie, étude
- op. 10 : Élégie Pastorale
- op. 11 : Les Farfadets, scherzo galop
- op. 12 : Pastorale Louis XV
- op. 13 : Le Retour des Moissonneurs
- op. 14 : Perles et Fleurs, mazurka brillante du salon
- op. 15 : L'Immensité - suite de valses
- op. 16 : Rêverie
- op. 17 : Le Chant du Souvenir
- op. 18 : L'Oiseau Moqueur
- op. 19 : Les Phalènes
- op. 20 : La Mandoline
- op. 21 : Au Petit Trot
- op. 22 : Transcription de la grande marche d' Aida de Verdi
- op. 23 : Bergerette - pastorale Florian
- op. 24 : Grande Valse Romantique
- op. 25 : Les Noces d'Or
- op. 26 : La Gaditana
- op. 27 : Promenade Matinale
- op. 28 : Matinée de Mai, caprice
- op. 29 : Parais à ta fenêtre !, serenade : transcription pour piano
- op. 30 : Coquetterie, air de ballet
- op. 35 : Valse de Salon no 4
- op. 42 : Je pense à vous, valse
- op. 53 : Repose
- op. 67 : Fête printanière
- op. 96 : Avant-printemps
- op. 98 : Nuits algériennes
- op. 108 : Voyages en rêve
- L'Immensité (1880)
- Arlette (ballet)
- Connaissez-vous mon amie ? (chanson, paroles de Gaston Villemer et Lucien Delormel, 1877)
- Dora (polka brillante pour piano, 1877)
- Études de mécanisme et d'expression (pour piano, 1877)
- Fatma (paroles d'Henry Drucker, 1878)
- Grande marche solennelle (pour piano, 1876)
- Le Capitaine Roland (opérette, 1895)
- Le Chant du Séraphin (impromptu pour piano, 1875)
- Le Présomptif (opéra-bouffe, 1884)
- Les Joyeux papillons (capriccio pour piano, 1877)
- Parais à ta fenêtre (sérénade)
- Un Lycée de jeunes filles (opérette, 1881)